# Пејџ (Северна Дакота)
Пејџ (енгл. Page) град је у америчкој савезној држави Северна Дакота.

## Демографија
По попису из 2010. године број становника је 232, што је 7 (3,1%) становника више него 2000. године.
| Група             | 2000.       | 2010.       |
| Белци             | 215 (95,6%) | 211 (90,9%) |
| Афроамериканци    | 0 (0,0%)    | 0 (0,0%)    |
| Азијати           | 0 (0,0%)    | 1 (0,4%)    |
| Хиспаноамериканци | 8 (3,6%)    | 18 (7,8%)   |
| Укупно            | 225         | 232         |